# Claudio Bravo (football, 1997)
Pour les articles homonymes, voir Claudio Bravo et Bravo.
Claudio Bravo, né le 13 mars 1997 à Lomas de Zamora en Argentine, est un footballeur argentin qui joue au poste d'arrière gauche au Portland Timbers.

## Biographie

### Carrière en club

#### CA Banfield
Formé au CA Banfield en Argentine, Claudio Bravo joue son premier match dans le championnat argentin le 24 septembre 2017 contre le CA Rosario Central. Il entre en jeu en cours de partie et son équipe s'impose par quatre buts à zéro. Il connaît sa première titularisation le 5 décembre suivant face au CA San Martín. Ce jour-là, son équipe s'incline par deux buts à un.

#### Portland Timbers
Le 17 décembre 2020 est annoncé le transfert de Claudio Bravo au Portland Timbers. 
Bravo joue son premier match sous ses nouvelles couleurs le 7 avril 2021, lors d'une rencontre de la Ligue des champions de la CONCACAF 2021 contre le CD Marathón. Il est titularisé et les deux équipes se neutralisent (2-2 score final). Il fait sa première apparition en MLS le 19 avril 2021, lors de la première journée de la saison 2021 face aux Whitecaps de Vancouver. Il est titularisé lors de cette rencontre perdue par son équipe (1-0 score final).
Bravo inscrit son premier but pour Portland le 7 mai 2023, lors d'une rencontre de MLS face à l'Austin FC. Titulaire, il est buteur sur un service d'Evander et les deux équipes se neutralisent (2-2 score final).

#### En sélection
Claudio Bravo est pour la première fois sélectionné avec l'équipe d'Argentine des moins de 23 ans en septembre 2019, à l'occasion d'un match contre la Bolivie.
Le 7 février 2020, il délivre sa première passe décisive, contre la Colombie. Ce match gagné 2-1 rentre dans le cadre du tournoi de qualification pour les Jeux olympiques.